# High Priestess of Soul
Albums de Nina Simone
Wild Is the Wind (1966) Nina Simone Sings the Blues (1967)
High Priestess of Soul ((fr) Haute prêtresse de la soul) est un album de la chanteuse, pianiste et compositrice Nina Simone (1933-2003), enregistré en studio en 1967.
Nina Simone est accompagné d'un grand orchestre dirigé par Hal Mooney. L'album contient des chansons populaires (comme "Don't You Pay Them No Mind") et des chansons afro-américaines religieuses (comme Take Me To The Water et Come Ye). Nina Simone a souvent été surnommée la Haute prêtresse de la soul ce qui ne lui plaisait pas trop car cela la cataloguait comme une artiste uniquement soul.

## Informations sur les morceaux de cet album
- "Work Song" avait déjà été enregistré par Nina Simone sur l'album Nina’s Choice (1963) et sur l'album Forbidden Fruit (1960).

## Liste des morceaux
1. "Don't You Pay Them No Mind"
2. "I'm Gonna Leave You"
3. "Brown Eyed Handsome Man"
4. "Keeper of the Flame"
5. "The Gal from Joe's"
6. "Take Me to the Water"
7. "I'm Going Back Home"
8. "I Hold No Grudge"
9. "Come Ye"
10. "He Ain't Comin' Home No More"
11. "Work Song"
12. "I Love My Baby."